# Aşağımezra, Derik
Aşağımezra là một xã thuộc huyện Derik, tỉnh Mardin, Thổ Nhĩ Kỳ. Dân số thời điểm năm 2010 là 127 người.